# Eleonora Gaggero
Pour les articles homonymes, voir Gaggero.
Eleonora Gaggero, née le 20 novembre 2001 à Gênes, est une actrice italienne connue depuis qu'elle a obtenu en 2015 le rôle de Nicole De Ponte dans la série télévisée Alex & Co, et de Stella en 2014 dans le film Fratelli unici.

## Biographie
Eleonora Gaggero a commencé à danser quand elle avait trois ans et elle a commencé à faire des publicités en 2011. En 2015 elle interprète le rôle de Nicole De Ponte dans Alex and Co, prix « Révélation de l'année » au Capri Holliwood festival 2016.
En 2017 elle publie son premier roman Se é con te, sempre.
En 2019, elle est récompensée au Giffoni Experience 2019 par le Explosive Talent Award.

## Filmographie

### Cinéma
- 2014 : Fratelli unici : Stella
- 2016 : Alex & Co, le film : Nicole De Ponte[8]
- 2017 : Non c'è campo : Virginia Basile
- 2020 : Sul più bello : Beatrice

### Télévision
- 2015 - 2017 : Alex & Co : Nicole De Ponte[9]
- 2016 : Radio Alex : Nicole De Ponte
- 2016 : Scomparsa : Camilla Telese[10]
- 2024 : Those about to Die : Iris

## Publication
- Avec toi, pour toujours, Pocket Jeunesse, 2019 ((it) Se é con te, sempre, 2017)[11].
- Dis-moi que tu y crois encore, Pocket Jeunesse, 2021 ((it) Dimmi che ci credi anche tu, 2018)